# Тапажос (река)
Тапажос (на португалски: Rio Tapajós) е река в централната част на Бразилия, в щатите Амазонас и Пара, десен приток на Амазонка. Дължината ѝ е 840 km (заедно с лявата съставяща река Журуена 2080 km, а с дясната съставяща река Телис-Пирис – 2291 km), площ на водосборния басейн – 494 254 km² (6,88% от водосборния басейн на Амазонка). Името на реката идва от едноименното индианско племе.
Река Тапажос се образува на 100 m н.в. от сливането на двете съставящи я реки Журуена (лява съставяща) и Телис-Пирис (дясна съставяща), при градчето Бара де Сао Мануел, на границата на 3-те щата Амазонас, Мато Гросо и Пара. Двете съставящи я реки водят началото си съответно от масива Сера дос Паресис и платото Мато Гросо, разположени в западната част на обширното Бразилско плато. След образуването си река Тапажос тече в посока север-североизток през Амазонската низина, като много широка (до 15 km) и спокойна равнинна река. На три места по течението ѝ има бързеи и прагове (Капуейрас, Шакоран и Перейра), които са недостъпни за корабоплаването. Влива се отдясно в Амазонка, на 3 m н.в., при град Сантарен.
Основни притоци: леви – Журуена (1240 km), Арапуно; десни – Телис-Пирис (Сан Мануел, 1451 km), Крепори, Жаманшин (510 km). Подхранването ѝ е предимно дъждовно, с ясно изразено пълноводие от ноември до март, когато нивото ѝ се покачва до 7 – 8 m, а от май до октомври е маловодна. Среден годишен отток в устието 13 540 m³/s. Плавателна е само в най-долното си течение, на 300 km от устието, до праговете Перейра, при градчето Сао Луис, а нагоре – в още два участъка между останалите два прага за плитко газещи речни съдове.